# Jeff (película)
Jeff (también conocido como  The Jeffrey Dahmer Files) es una película documental independiente sobre el asesino en serie Jeffrey Dahmer durante el verano de su detención.

## Argumento
En 1991 Jeffrey Dahmer fue arrestado en Milwaukee y condenado a 957 años de prisión por el asesinato de 17 hombres y niños y desmembrar sus cuerpos. Testimonios del Médico Forense de Milwaukee Jeffrey Jentzen, el detective de la policía Patrick Kennedy, y la vecina Pamela Bass se entrelazan con imágenes de archivo y escenas cotidianas de la vida de Dahmer, que trabajan en conjunto para desmontar la fachada de un hombre común y corriente que lleva una vida ordinaria.

## Reparto
- Andrew Swant como Jeffrey Dahmer.
- Pamela Bass como ella misma una vecina.
- Jeffrey Jentzen como el mismo un Médico forense.
- Pat Kennedy como el mismo un Detective.